# Хара Крус, Саломон
Саломон Хара Крус (исп. Salomón Jara Cruz; родился 15 сентября 1959) — мексиканский политик. По профессии инженер-химик. В настоящее время связан с Движением национального возрождения («Морена»), ранее состоял в Партии демократической революции (ПДР). С декабря 2022 года — губернатор штата Оахака.

## Биография

### Ранние годы
Саломон Хара Крус родился в Сан-Мельчор-Бетасе, штат Оахака, 15 сентября 1959 года. После школы в штате Оахака перебрался в Мехико для профессионально-технического образования. Получил степень в области химического машиностроения в Высшей школе химического машиностроения и добывающей промышленности Национального политехнического института.
Ещё будучи студентом, он начал участвовать в политических демонстрациях, но начало его политической карьере положило приглашение инженера Куаутемока Карденаса присоединиться к формировавшемуся в 1988 году Национально-демократическому фронту, а затем к Партии демократической революции, отделение которой в штате Оахака основал Хара Крус. Он также был основателем и генеральным секретарем Демократического крестьянского союза.

### Политическая карьера и депутатство
От ПДР он был избран в Палату депутатов по многомандатной системе на промежуточных выборах 1991 года (55-й Конгресс, 1991—1994). Позже он заседал в Конгрессе Оахаки (53-й созыв, 2004—2006) и в Сенате от Оахаки по списку ПДР в течение 60-й и 61-й сессий Конгресса (2006—2012).
С декабря 2010 года он занимал должность секретаря по развитию сельского, лесного и рыболовного хозяйства в правительстве штата Оахака. 16 апреля 2013 года он подал в отставку, утверждая, что у него нет поддержки властей штата для полноценного выполнения этой должности.
Он был координатором кампании Андреса Мануэля Лопеса Обрадора в Оахаке на федеральных выборах 2006, 2012 и 2018 годов, а также учредителем основанной тем партии «Морена» в Оахаке в 2013 году. В 2016 году он баллотировался на пост губернатора Оахаки от «Морены», заняв третье место среди кандидатов.

### Сенатор и губернатор
На всеобщих выборах 2018 года, как член «Морены», он во второй раз вступил в должность сенатора Республики, представляя свой родной штат Оахака на 64-ю и 65-ю сессии Конгресса (2021—2024).
Хара Крус оставил свой пост сенатора 16 декабря 2021 года, чтобы баллотироваться на пост губернатора Оахаки на выборах 5 июня 2022 года от коалиции Juntos Hacemos Historia. Он получил более 60,26 % голосов (самый высокий процент на губернаторских выборах 2022 года в мексиканских штатах) и был приведён к присяге в качестве губернатора 1 декабря 2002 года. В феврале 2023 года он был назначен председателем Национальной конференции губернаторов.